# Conacul Séra din Ilieni
Conacul Séra din Ilieni este un monument istoric aflat pe teritoriul satului Ilieni, comuna Ilieni. În Repertoriul Arheologic Național, monumentul apare cu codul 64434.06.